# 澳大利亞布里斯班聖殿
澳大利亞布里斯班聖殿（Brisbane Australia Temple）是耶穌基督後期聖徒教會的第115座聖殿。1998年，耶穌基督後期聖徒教會宣布將在布里斯班修建聖殿。布里斯班聖殿是澳大利亞的第五座聖殿，服務這一地區的約20,000人耶穌基督後期聖徒教會信徒。2005年5月10日至2003年6月7日，聖殿對公眾開放，並在2003年6月15日奉獻。

## 外部連結
- Official Brisbane Australia Temple page （页面存档备份，存于）
- Brisbane Australia Temple page